# Gârbova
Gârbova oder alte Schreibweise Gîrbova [ˈgɨrbova] (deutsch Urwegen, siebenbürgisch-sächsisch Urbijn, ungarisch Szászorbó) ist eine rumänische Gemeinde im Kreis Alba in der Region Siebenbürgen.
Der Ort Gârbova wurde auch unter den Bezeichnungen: Orbo (1309), Orbow (1330), Wrbegen (1496), Urbogen (1500), Urbeygen (1568), Urbigen (1603), Uhrbegen (1696, auf einem Kelch der Kirchengemeinde), Gerbova (1733, erste rumänische Benennung), Szász Orbó (1760, erste ungarische Benennung, etwa: Sachsen Orbó) und 1854 in den drei Hauptsprachen Siebenbürgens mit Gîrbova – Urwegen – Szász Orbó erwähnt.

## Geographische Lage

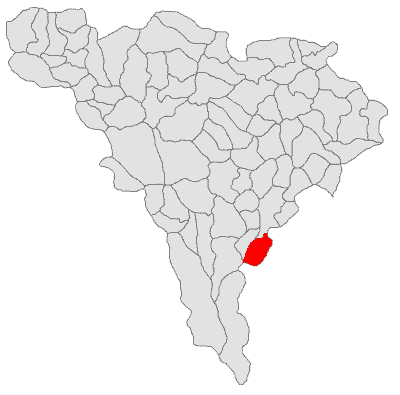
Lage der Gemeinde Gârbova im Kreis Alba

Die Gemeinde liegt zwischen den Ausläufern der Munții Șureanu (Mühlbacher Berge) und des Zibinsgebirges (Munții Cindrel) im Unterwald und somit im äußersten südöstlichen Teil des Kreises Alba. Der Ort befindet sich am gleichnamigen Fluss Gârbova und der Kreisstraße (Drum județean) DJ 106F, ist 6 Kilometer von der Europastraße 68 (zwischen Sebeș und Sibiu), entfernt. Bis zur nächsten größeren Stadt Miercurea Sibiului (Kreis Sibiu) sind es 11 Kilometer; die Kreishauptstadt Alba Iulia liegt etwa 39 Kilometer nordwestlich entfernt.

## Geschichte
Diverse archäologische Funde (angefangen aus der Jungsteinzeit) zeigen, dass das Gebiet schon lange besiedelt war.
Der Ort war ursprünglich von Siebenbürger Sachsen bewohnt. Er wurde erstmals 1291 unter der Bezeichnung Wrbow urkundlich erwähnt.
Im Mittelalter war der Ort im Besitz des Weißenburger Domkapitels nachher eine freie sächsische Stuhlgemeinde auf Königsboden. Um 1500 war Urwegen die zweitgrößte Gemeinde des Reußmarkter Stuhles, eines der Sieben Stühle in Siebenbürgen.
Aufgrund der örtlichen Spezialisierung auf den Weinbau traf der Reblausbefall von 1898 Gârbova besonders hart. Viele Einwohner wanderten im Nachhinein in die USA aus.
1968 wurde die Ortschaft, die bis dahin administrativ eher in Richtung Miercurea Sibiului (Reußmarkt) ausgerichtet war, dem Kreis Alba angeschlossen, zu dem sie bis heute gehört. Weit über die Grenzen des Kreises Alba hinaus ist die Ortschaft bis heute für ihren Wein (siehe: Weinbau in Rumänien) und Cognac bekannt.

## Bevölkerung
Die Bevölkerung der Gemeinde entwickelte sich wie folgt:
| 1850 | 2.906 | 1.569 | - | 1.080 | 257            |
| 1930 | 3.729 | 2.320 | 5 | 1.339 | 65             |
| 1956 | 3.647 | 2.197 | 3 | 1.095 | 352            |
| 1977 | 3.241 | 1.889 | 3 | 1.178 | 171            |
| 1992 | 2.067 | 1.768 | 7 | 85    | 207            |
| 2002 | 2.059 | 1.848 | 6 | 41    | 164            |
| 2011 | 2.050 | 1.777 | 3 | 43    | 227 (Roma 169) |
| 2021 | 1.867 | 1.506 | - | 37    | 324 (Roma 220) |

Während im Ort selbst und im eingemeindeten Dorf Reciu (Rätsch) seit den Volkszählungen 1850 bis 1977 etwa die Hälfte der Einwohner Siebenbürger Sachsen waren, lebten im Ort Cărpiniș (Keppelsbach) fast ausschließlich Rumänen.
Die höchste Einwohnerzahl (3892) der heutigen Gemeinde wurde 1941 ermittelt, die der Rumänen (2335) 1930, der Deutschen (1407) 1941, der Magyaren (13) 1910 und die der Roma (347) 1956. Im Jahr 1956 wurde ein Serbe, 1890/1900 je ein Kroate registriert.
Im Zweiten Weltkrieg fielen von 116 Männern, die zur deutschen Wehrmacht eingerückt waren, 36 Sachsen an verschiedenen Fronten. Im Januar 1945 wurden 106 Frauen und 68 Männer zur Zwangsarbeit in die Sowjetunion verschleppt und die meisten erst nach 5 Jahren entlassen. In den Arbeitslagern starben 9 Frauen und 11 Männer.

## Sehenswürdigkeiten
- Die Gräfenburg aus dem 13. Jahrhundert, besteht aus einem Bergfried mit quadratischem Grundriss und einer annähernd quadratischen Ringmauer mit einem Torturm mit Fallgatter, dem ein gesicherter Vorbau hinzugefügt wurde. 1879 erhielt der Turm ein neugotisches Geschoss mit steilem Dach und vier Ecktürmchen.[7] Der heutige Glockenturm war Wohnturm und Bergfried, diente zwischenzeitlich auch als Schule und Pfarrwohnung; später wurde er ausschließlich zur Aufbewahrung des Specks verwendet.[8] Er steht unter Denkmalschutz.[9]
- Die Evangelisch-Lutherische Kirche in der Ortsmitte (errichtet um 1500) ist eine gotische Saalkirche mit Fresken im Chor.[5] 1879 wurde ein neuer Glockenturm (60 m) mit einer Turmuhr errichtet.[3]
- Die Bergkirche, 1280 erbaut und im 15. Jahrhundert zur Wehrkirche umgebaut, ist nach einem Brand von 1870 die Ruine einer romanischen Basilika (Dach und Seitenschiffe der Kirche wurden 1872 abgetragen). Eine Gedenkplatte erinnert an die Sage der „Braut von Urwegen“. Sie steht unter Denkmalschutz.[9]
- Die Alte Burg (Cetatea Urieșilor) – eine mittelalterliche Vorhöhenburg, erbaut im 14. Jahrhundert[5] – ist eine Ruine, ca. 2 Kilometer südlich des Ortes Gârbova und steht unter Denkmalschutz.[9]
- Die Rumänisch-Orthodoxe Kirche

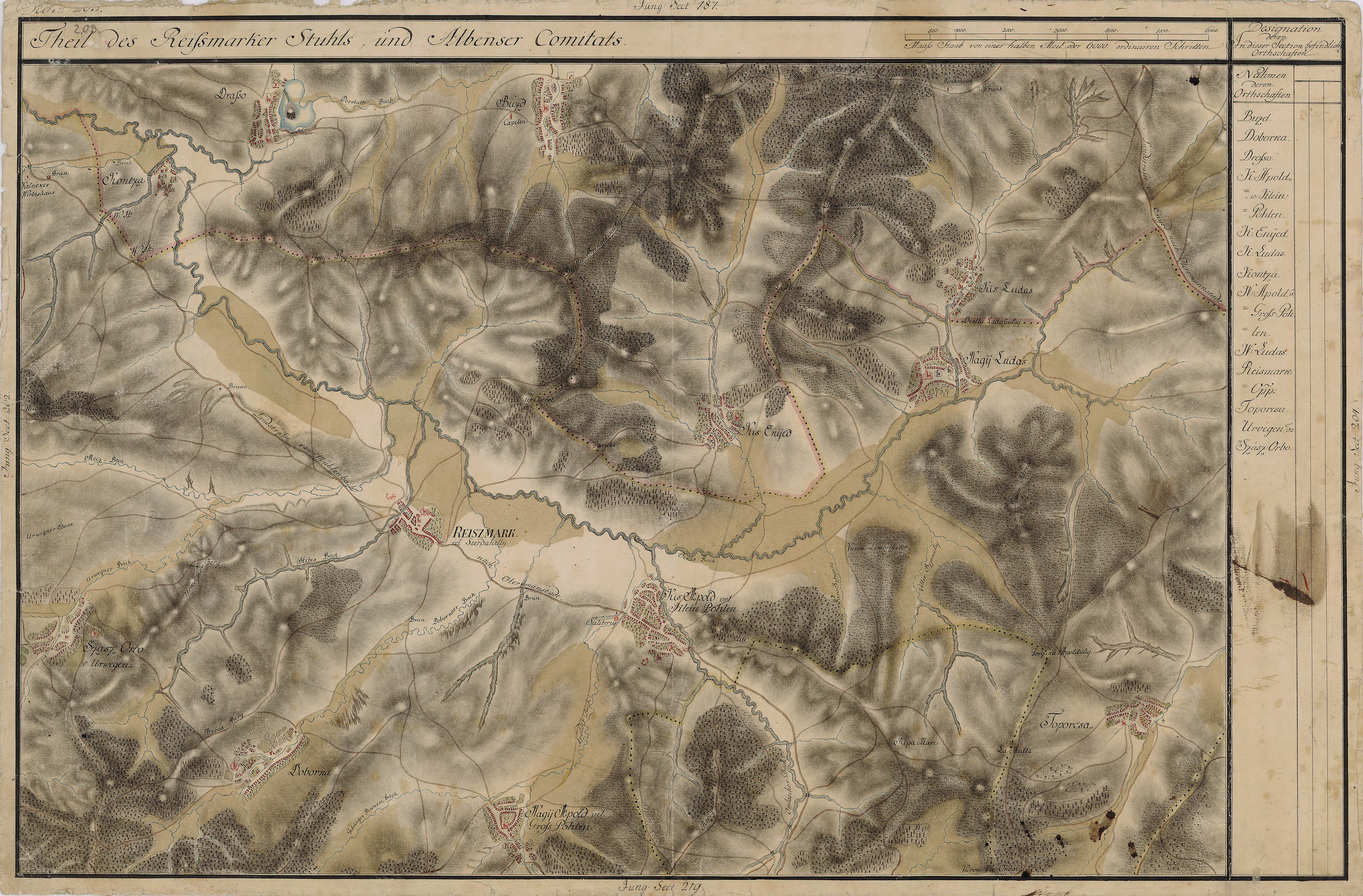
Gârbova in der Josephinischen Landaufnahme von 1767–1773
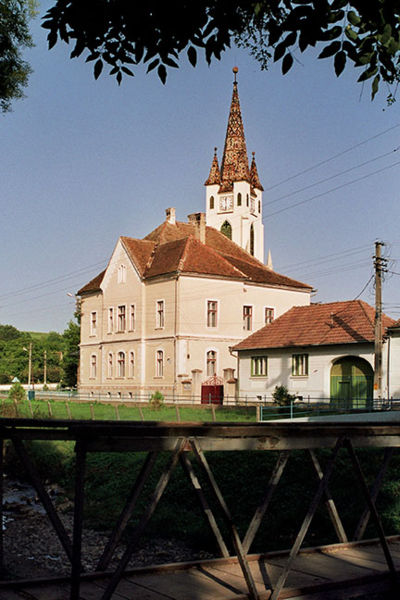
Rathaus und Glockenturm von Gârbova
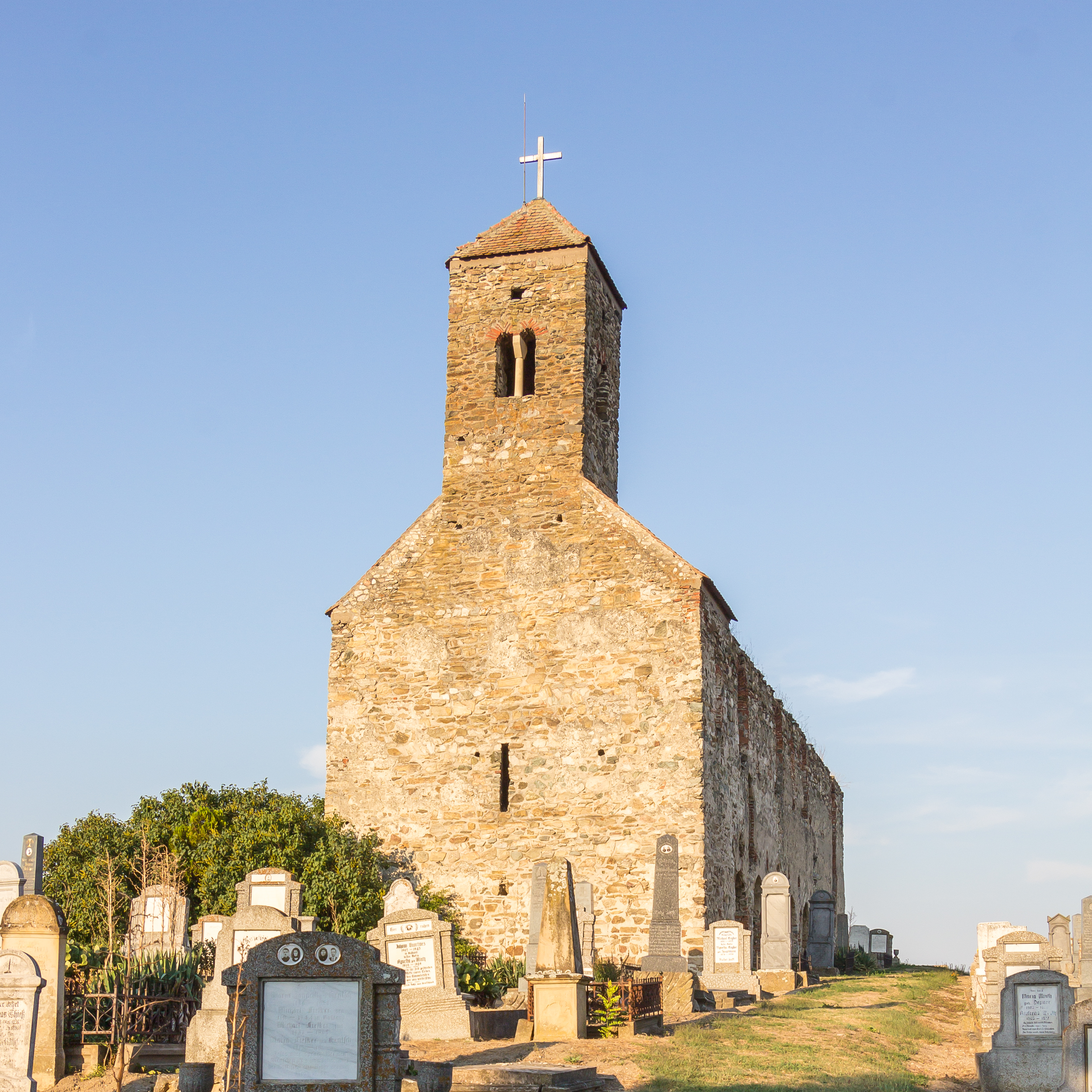
Die Bergkirche von Gârbova
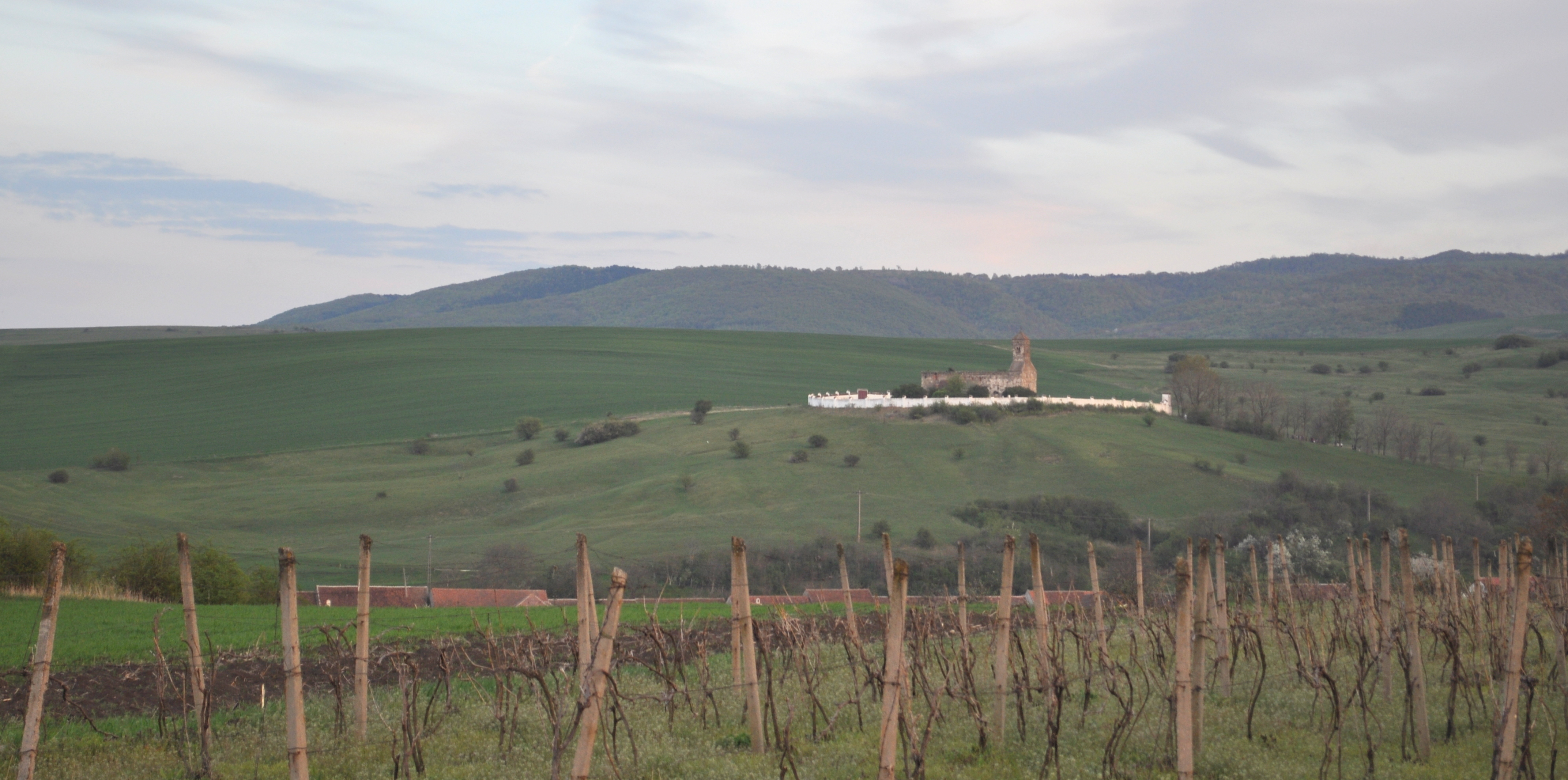
Die Bergkirche von Gârbova
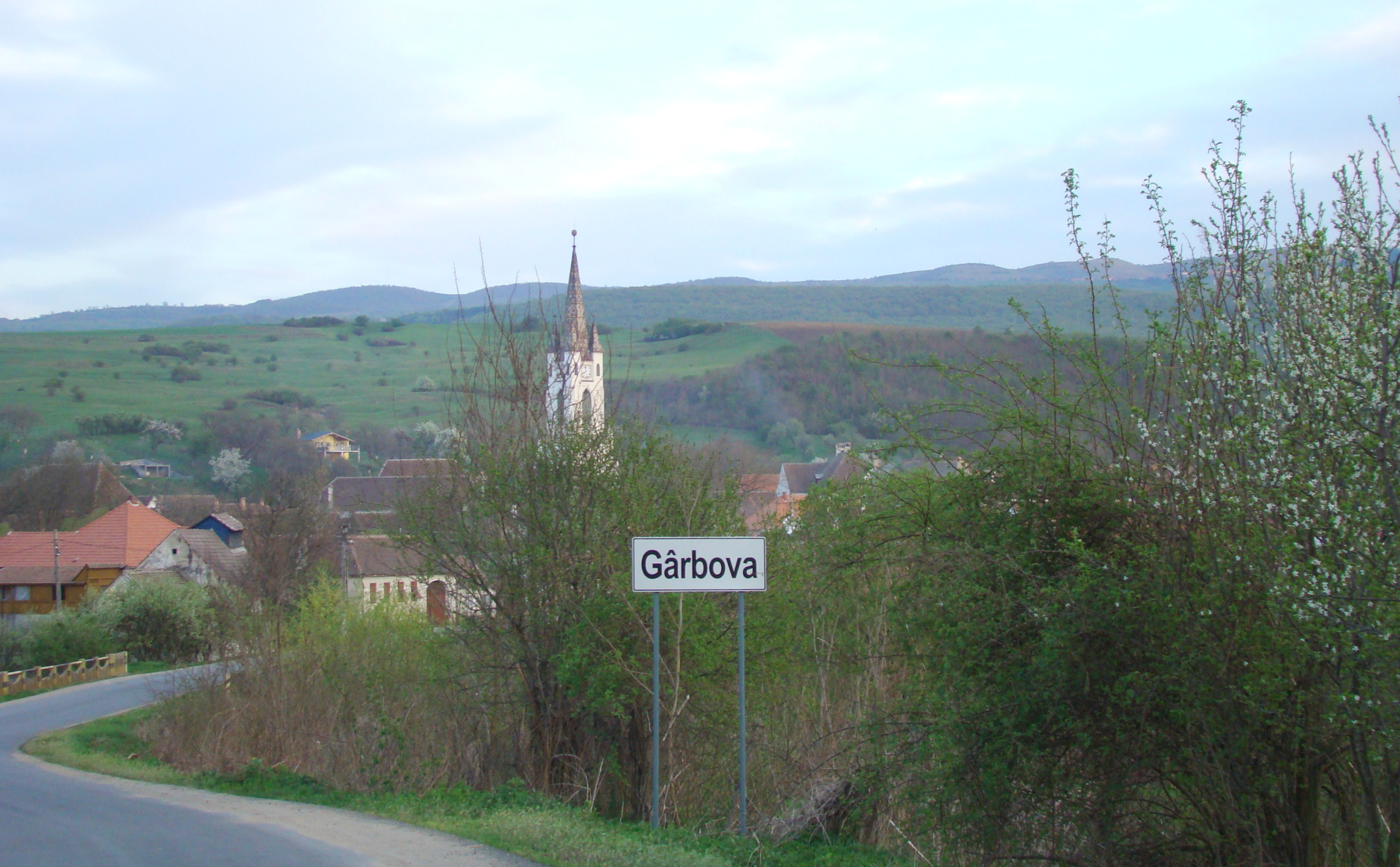
Einfahrt nach Gârbova